# عبد الله السواحه
عبد الله بن عامر السواحه وزير الاتصالات وتقنية المعلومات السعودية منذ 24 أبريل 2017، وعضو مجلس الشؤون الاقتصادية والتنمية. يشغل أيضا منصب رئيس مجلس إدارة مدينة الملك عبد العزيز للعلوم والتقنية ووكالة الفضاء السعودية منذ 3 مايو 2021. وهو رئيس مجلس إدارة هيئة تنمية البحث والتطوير والابتكار منذ 11 يونيو 2021 .

## الحياة العلمية
حصل السواحه على شهادة البكالوريوس في الهندسة الكهربائية من جامعة الملك فهد للبترول والمعادن، وعلى شهادة في علوم الحاسب من جامعة واشنطن في سياتل، واجتاز عدة برامج في التعليم التنفيذي كلية هارفارد لإدارة الأعمال.

## الحياة العملية
كان السواحه مهندس أول للشبكات في الشركة السعودية للكهرباء بين عامي 2003-2005، والتحق بعد ذلك بشركة سيسكو السعودية عام 2005 وترقى فيها، حيث بدأ عمله فيها بمنصب رئيس الفريق الفني ليتولى بعد ذلك منصب مدير إقليمي ومن ثم لاحقاً مديراً لقسم العمليات ثم نائب المدير العام ثم شغل منصب المدير العام لشركة سيسكو السعودية منذ عام 2016. وعمل مستشاراً تقنياً وتنفيذياً من عام 2005 إلى 2010 لعدة جهات مثل وزارة الدفاع ووزارة الداخلية ووزارة التعليم ووزارة الصحة ووزارة العدل ووزارة الاتصالات وتقنية المعلومات، كما كان المشرف العام على مكتب التحول الرقمي لتسريع تحقيق رؤية 2030 وفي 22 أبريل 2017 صدر أمر ملكي بتعيينه وزيرًا للاتصالات وتقنية المعلومات السعودية.
أسس حاضنة الريادة الاجتماعية (Ubieva)، وحصل على عدة جوائز منها "شخصية العام التقنية" من مجلة (ITP)، وجائزة "أفضل قائد في الشرق الأوسط بسيسكو" عام 2012 و 2013، وجائزة "رئيس مجلس الإدارة لأفضل رئيس تنفيذي في عام 2016.
إنجازاته خلال عمله في سيسكو
- أصبحت سيسكو خامس أكبر عمليات لشركة سيسكو العالمية بمعدل نمو تراكمي يفوق 33% والحصول على جائزة أكبر العمليات في الربحية في الشرق الأوسط وأوروبا.
- ساهم في إطلاق مبادرات سيسكو المعرفية مثل برامج أكاديميات سيسكو وبرنامج خادم الحرمين الشريفين وتخريج أكثر من 82,000 طالب وطالبة خلال العام 2005 .
- ساهم في توقيع اتفاقية شراكة السعودية وشركة سيسكو تحت إشراف الأمير محمد بن سلمان ولي العهد لتسريع خطة التحوّل الرقمي.

## مجالس الإدارات
- رئيس مجلس إدارة مدينة الملك عبد العزيز للعلوم والتقنية.
- رئيس مجلس إدارة هيئة تنمية البحث والتطوير والابتكار.
- رئيس مجلس إدارة وكالة الفضاء السعودية.
- رئيس مجلس إدارة هيئة الاتصالات والفضاء والتقنية.
- رئيس مجلس إدارة هيئة الحكومة الرقمية.
- رئيس مجلس إدارة البريد السعودي.

## العضويات
- عضو إدارة نيوم.
- عضو مجلس إدارة مؤسسة مسك.
- مجلس إدارة المجلس الاستشاري للتكنولوجيا في جامعة الأمير محمد بن فهد ومتحدث في ندوات عدة تقنية.
- عضو مجلس إدارة عدد من الشركات والمصانع.

## الإنجازات التي حققتها السعودية أثناء عمله
- المركز الأول في التنافسية الرقمية من المركز الأوروبي للتنافسية الرقمية.
- ضمن أسرع عشر دول في متوسط سرعة الإنترنت من SpeedTest.
- المركز التاسع في تنمية القدرات بحسب تقرير التنافسية من المنتدى الاقتصادي العالمي.
- رفع نسب التوطين في قطاع الاتصالات وتقنية المعلومات من 37% لتصل إلى 56%.
- رفع مشاركة المرأة في قطاع الاتصالات وتقنية المعلومات من 7% إلى 25%.

## الأوسمة والتكريمات
- منحه الملك سلمان بن عبد العزيز آل سعود وشاح الملك عبد العزيز من الطبقة الثانية في 6 أبريل 2021.[5]